# عبدالله القناعی
عبدالله القناعی (انگلیسی: Abdullah Al-Qena'i) بازیکن هندبال اهل کویت بود.
از باشگاه‌هایی که در آن بازی کرده‌است می‌توان به باشگاه ورزشی القادسیه کویت اشاره کرد.